# يوحنا فرنجباني

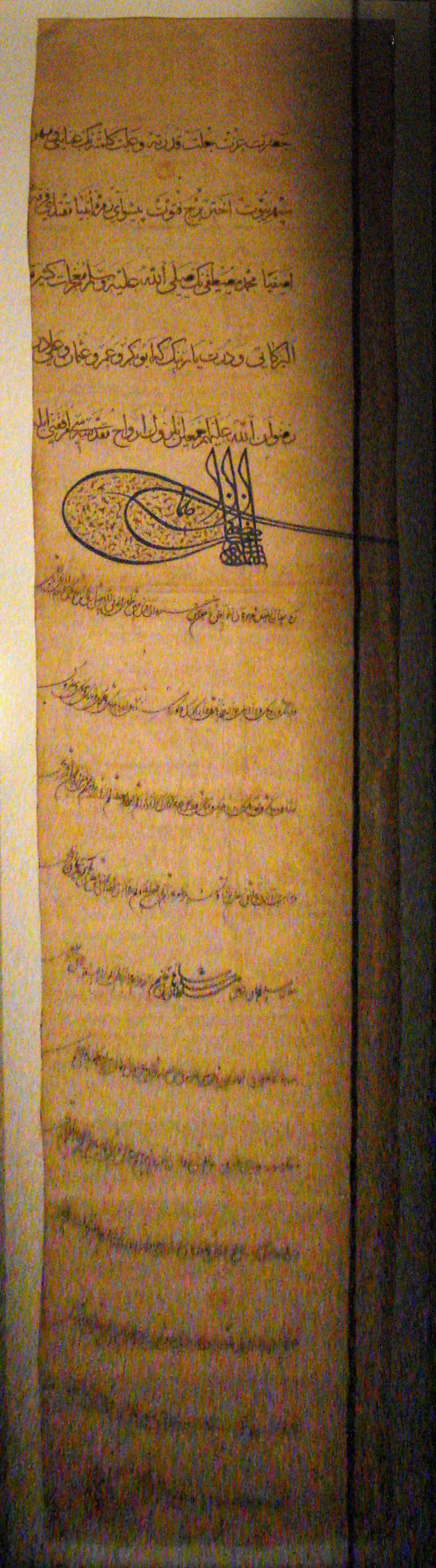
الرسالة الأولى من السلطان سليمان القانوني إلى فرانسيس الأول، بتاريخ فبراير 1526م، سلمها يوحنا فرنجپاني.

كان يوحنا فرنجپاني (بالفرنسية: Jean Frangipani
)‏ أحد النبلاء من أصل كرواتي وكان دبلوماسيًا لمملكة فرنسا لدى الدولة العثمانية في عهد فرانسوا الأول ملك فرنسا.

## السياق الجيوسياسي
كان فرانسيس الأول سجينًا في مدريد عندما بدأت الجهود الأولى لإقامة تحالف فرنسي عثماني. يبدو أن أول بعثة فرنسية إلى السلطان سليمان القانوني قد أُرسلتها مباشرة بعد معركة باڤيا الكارثية 1525م لويز من ساڤوا والدة فرانسيس الأول، ولكن البعثة تاهت في طريقها إلى البوسنة وقد تكون قُتلت في الطريق. وفي ديسمبر 1525م، أُرسلت لويز من ساڤوا بعثة ثانية، بقيادة الدبلوماسي يوحنا فرنجپاني، وتمكنت من الوصول إلى الباب العالي في اسطنبول، العاصمة العثمانية، حاملاً رسائل سرية تطالب بالإفراج عن الملك فرانسيس الأول ومهاجمة آل هابسبورغ. عاد يوحنا فرنجپاني مع رد إيجابي من السلطان سليمان القانوني في 6 فبراير 1526م كالتالي: 

« (...) لقد أرسلتم إلى بابي، الملجأ المنيع للملوك، رسالة عبر وكيلكم المخلص فرانيجباني، كما عهدتم إليه بنقل رسائل شفهية متعددة. لقد أعلمتموني أن العدو قد غزا بلادكم، وأنكم الآن في الأسر، وطلبتم المساعدة والعون لتحريركم. (...) فلتتحلوا إذن بالشجاعة، ولا تدعوا الحزن يسيطر عليكم. إن أسلافنا العظام وأجدادنا الممجَّدين (نور الله قبورهم!) لم يكفّوا يومًا عن خوض الحروب لصد الأعداء وفتح أراضيهم. وقد سرنا نحن على خطاهم، ففتحنا على الدوام مقاطعات وحصونًا شديدة التحصين وصعبة المنال. إن حصاننا مُسرَج ليلًا ونهارًا، وسيفنا مشدود إلى جنبنا. فليبارك الله تعالى الفضيلة من عليائه! ولتكن مشيئته نافذة! أما بقية التفاصيل، فاستفسروا من سفيركم، وكونوا على بيّنة. (...) »

— السلطان سليمان القانوني, رد على فرانسوا الأول ملك فرنسا، فبراير 1526م.

وقد استجاب طلب ملك فرنسا لطموحات السلطان سليمان القانوني في أوروپا، مما دفعه إلى مهاجمة مملكة المجر في عام 1526م، مما أدى إلى معركة موهاكس.

## لقبه
لا توجد أي علاقات قرابة بين يوحنا فرنجپاني والنبلاء الرومان في العصور الوسطى الذين يحملون نفس لقب العائلة مثل: Frangipane، Freiapane، Fricapane و Fresapane.

## روابط خارجية
- Les premiers ambassadeurs du Royaume de France à Constantinople
- France-Turquie: Une alliance de revers